# والریو بولارکا
والریو بولارکا (رومانیایی: Valeriu Bularca; ۱۴ فوریهٔ ۱۹۳۱ – ۷ فوریهٔ ۲۰۱۷) کشتی‌گیر کشتی فرنگی اهل رومانی بود.
وی در مسابقات کشوری و بین‌المللی در مجموع برندهٔ ۱ مدال طلا، ۱ مدال نقره، ۱ مدال برنز شده‌است.